# Careless Love
Careless Love – amerykańska piosenka ludowa, popularna zwłaszcza w wersjach bluesowych, które za każdym razem posiadają inny tekst.
Piosenka była jednym z najpopularniejszych utworów w repertuarze zespołu Buddy’ego Boldena na początku XX wieku, a do czasów współczesnych przetrwała jako jazzowy oraz bluesowy standard. „Careless Love” nagrywana była przez setki artystów, a do autorów najważniejszych i najpopularniejszych wersji należą m.in.: Bessie Smith, Marilyn Lee, Ottilie Patterson, Pete Seeger, George Lewis, Big Joe Turner, Fats Domino, Elvis Presley, Entrance, Louis Armstrong, Lonnie Johnson, Dave Van Ronk, Leadbelly, Janis Joplin, Siouxsie Sioux, Joan Baez, Ray Charles, Madeleine Peyroux, Bob Dylan i Johnny Cash, Harry Connick Jr. i Frankie Laine.